# Praha 22
Městská část Praha 22 leží na jihovýchodním okraji Prahy, v území obvodu Praha 10. Její území je tvořeno celými katastrálními územími Uhříněves, Hájek u Uhříněvsi a Pitkovice a má rozlohu 1561,3 ha. Do roku 2001 se městská část Praha 22 nazývala podle své největší a sídelní čtvrti Praha-Uhříněves. Dne 25. dubna 2018 bylo schváleno usnesením výboru pro vědu, vzdělání, kulturu, mládež a tělovýchovu udělení vlajky obce.
Dne 27. července 1983 zde bylo naměřeno + 40,2 stupňů Celsia.
Správní obvod rozšířené přenesené působnosti městské části Praha 22 zahrnuje také území městských částí Praha-Nedvězí, Praha-Královice, Praha-Kolovraty a Praha-Benice.

## Samospráva
Praha 22 je samosprávnou městskou částí s vlastním zastupitelstvem, radou a starostou. 
Po volbách v roce 2014 zasedlo v 25členném zastupitelstvu 8 zástupců hnutí Pro Prahu, 7 zástupců hnutí Starostové a nezávislí, 3 zástupci TOP 09, 4 zástupci ČSSD, 2 zástupci ODS, 2 zástupci hnutí SOUSEDÉ a 1 zástupce České pirátské strany. 
Po volbách v roce 2018 zasedlo v 25členném zastupitelstvu 9 zástupců Starostové a nezávislí + Svobodní, 6 zástupců hnutí Pro Prahu, 5 zástupců hnutí Praha 22. Naše město., 3 zástupci ODS a 2 zástupci hnutí ANO 2011.
Po volbách v roce 2022 zasedlo v 25členném zastupitelstvu 6 zástupců hnutí Starostové a nezávislí, 5 zástupců hnutí ANO 2011, 5 zástupců DvacetDvojka + Svobodní, 5 zástupců hnutí Společně pro Prahu 22, 2 zástupci hnutí Praha 22. Naše město. a 2 zástupci hnutí Občanská kandidátka 22.
Starostou je od 24. června 2021 Tomáš Kaněra (ANO 2011).

## Symboly
Městská část Praha 22 po svém vzniku převzala historický znak Uhříněvsi. Znak tvoří modrý štít v dolní části vyplněný půdou písčité barvy, se stříbrnými městskými hradbami s cimbuřím, z nichž vystupují dvě věže s červenou střechou a s okny se zlatými mřížemi. Mezi věžemi se nachází brána se zlatou, do půli zdviženou padací mříží. Na obou věžích jsou umístěny štítky – na pravé věži (z heraldického pohledu) je černo-stříbrný erb rodu Smiřických, na levé věži červený kříž na stříbrném poli jako znak templářů. Před bránou je zobrazen svatý Jiří v brnění na vzpínajícím se bílém koni usmrcující zeleného draka. Nad štítem je stříbrná zděná koruna s pěti viditelnými výběžky. Celý znak je orámován bronzovou obrubou.